# Noriko Matsuda
Noriko Matsuda (em japonês:  松田 紀子; Kushiro, 5 de março de 1952) é uma ex-jogadora de voleibol do Japão que competiu nos Jogos Olímpicos de 1976.
Em 1976, ela fez parte da equipe japonesa que conquistou a medalha de ouro no torneio olímpico, no qual atuou em cinco partidas.